# Kuttainen
Kuttainen (nordsamiska: Guhttáš) är en tätort i Karesuando distrikt (Karesuando socken) i Kiruna kommun, starkt präglad av den kristna väckelserörelsen laestadianism. Byn ligger i nordligaste Lappland efter riksväg 99 vid Muonioälven och svensk-finska gränsen, i östligaste delen av Kiruna kommun, ett par mil sydost om Karesuando och cirka 20 mil norr om polcirkeln.
På den andra sidan av Muonioälven ligger den finska byn Kuttanen, som är mindre än den svenska orten Kuttainen.

## Historia
Byn anlades 1660 av Per Hindersson Aasa från Juoksengi och bar då namnet Tullinkisuando. Per Eriksson Kuttainen från Haapakylä, som blev husbonde på nybygget vid 1660-talets slut, gav byn dess nuvarande namn. En stor del av byns befolkning härstammar från Per Eriksson Kuttainens svärson, nämndemannen Anders Andersson Karist-Kuttainen.[källa behövs]
Lokalpolitikern Lars Törnman som startade Kirunapartiet kommer även han från denna släkt.[källa behövs]
Enligt tidningen Hem & Hyra har Kuttainen jämte nio andra tätorter sämst samhällsservice i Sverige. År 2018 utsågs Kuttainen till "Sveriges grymmaste håla".

## Näringsliv
Kuttainen är en gammal jordbruksby. Här finns en butik.
En ekonomisk förening i Kuttainen driver fårskötsel på ön Isosaari sedan 2009.

## Utbildning
I Kuttainen fanns en F-6 skola, och tidigare fanns här även en mindre folkskola, dit samebarn utackorderades under vinterhalvåret för att studera.

## Demografi
2010 hade byn Sveriges yngsta befolkning, varannan invånare var samma år yngre än 20 år.

### Religion
Kuttainen är starkt präglad av laestadianskt kristna ideal där gamla traditioner lever kvar, och här finns den laestadianska fridsföreningen Kuttainens Fridsförbund.

### Befolkningsutveckling
| Befolkningsutvecklingen i Kuttainen 1960–2020                     | Befolkningsutvecklingen i Kuttainen 1960–2020 | Befolkningsutvecklingen i Kuttainen 1960–2020 | Befolkningsutvecklingen i Kuttainen 1960–2020 | Befolkningsutvecklingen i Kuttainen 1960–2020 |
| ----------------------------------------------------------------- | --------------------------------------------- | --------------------------------------------- | --------------------------------------------- | --------------------------------------------- |
|                                                                   |                                               |                                               |                                               |                                               |
| År                                                                |                                               |                                               | Folkmängd                                     | Areal (ha)                                    |
| 1960                                                              | 1960                                          |                                               | 189                                           | ¤                                             |
| 1965                                                              | 1965                                          |                                               | 269                                           | 55                                            |
| 1970                                                              | 1970                                          |                                               | 270                                           | 55                                            |
| 1975                                                              | 1975                                          |                                               | 259                                           | 60                                            |
| 1980                                                              | 1980                                          |                                               | 290                                           | 57                                            |
| 1990                                                              | 1990                                          |                                               | 370                                           | 57                                            |
| 1995                                                              | 1995                                          |                                               | 396                                           | 60                                            |
| 2000                                                              | 2000                                          |                                               | 343                                           | 60                                            |
| 2005                                                              | 2005                                          |                                               | 364                                           | 59                                            |
| 2010                                                              | 2010                                          |                                               | 333                                           | 60                                            |
| 2015                                                              | 2015                                          |                                               | 218                                           | 57                                            |
| 2020                                                              | 2020                                          |                                               | 211                                           | 56                                            |
| Anm.: Ny tätort 1965 ¤ Som tätortsbebyggelse med 150-199 invånare |                                               |                                               |                                               |                                               |

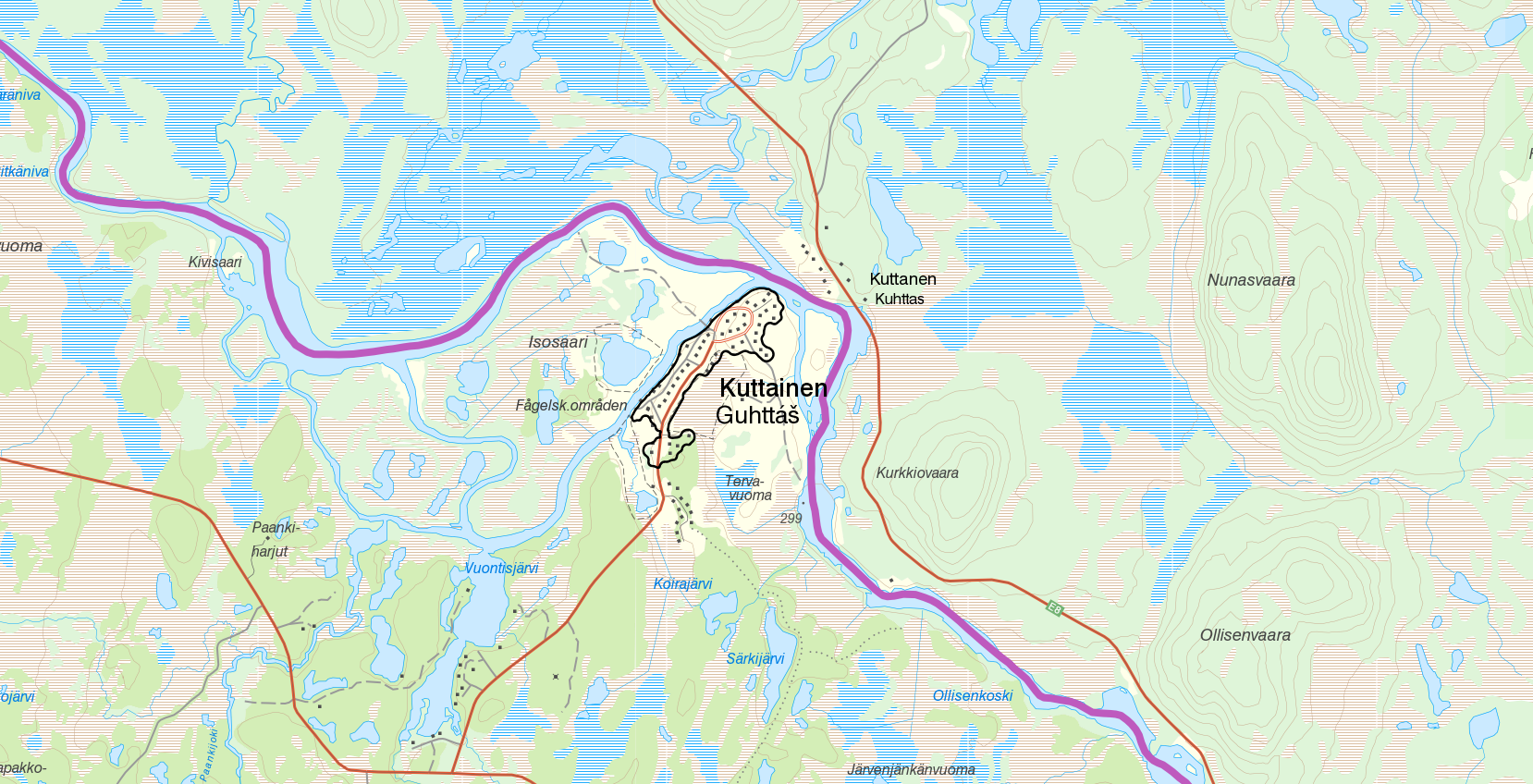
Den av Statistiska centralbyrån avgränsade tätorten Kuttainen, med gränserna från tätortsavgränsningen 2015.

Vid folkräkningen år 1890 fanns det 137 personer som var skrivna i Kuttainen. År 2009 uppgick antalet folkbokförda till 367 personer, sedan dess har befolkningen minskat.